# Маки, Эмма
Э́мма Ма́ргарет Мари́ Ташар-Ма́ки (англ. Emma Margaret Marie Tachard-Mackey; род. 4 января 1996, Ле-Ман) — франко-британская актриса. Получила известность благодаря исполнению роли Мэйв Уайли в телесериале «Половое воспитание».

## Биография
Эмма Маккей родилась 4 января 1996 года в Ле-Мане, Франция. Её отец, Филипп Маккей — француз, работает директором школы, а мать Рэйчел Маккей - англичанка. Эмма Маккей выросла во франкоязычной среде в силу кровного происхождения. Провела детство в Сабле-сюр-Сарт. В 2013 году получила степень бакалавра литературы в Нантском колледже. После этого Эмма переехала в Великобританию, где поступила в Лидский университет на театральное отделение. Она окончила обучение в 2016 году. Имеет дом в Лондоне. Актёрский дебют Маккей состоялся в 2016 году, когда она получила роль в фильме ужасов «Барсучья полоса». В 2018 году она сыграла в фильме «На высшем уровне». С 2018 по 2023 год играла одну из главных ролей в телесериале «Половое воспитание» в компании таких актеров, как Эйса Баттерфилд и Джиллиан Андерсон. В 2020 году вышел фильм «Зимнее озеро» с её участием. В мае 2020 года стало известно, что Эмма сыграет главную роль в фильме «Эмили» о жизни Эмили Бронте. В 2021 году вышла историческая мелодрама «Эйфель», в которой Эмма сыграла возлюбленную знаменитого Гюстава Эйфеля в исполнении Ромена Дюриса. В феврале 2022 года вышел детектив с её участием — «Смерть на Ниле», продолжение фильма «Убийство в „Восточном экспрессе“» о бельгийском сыщике Эркюле Пуаро. Из-за внешнего сходства Эмму часто сравнивают с актрисой Марго Робби. В 2023 году вышел фильм «Барби», в котором они впервые сыграли вместе. Кроме того многие любители кинематографа считают их сестрами.

## Фильмография
| Год       |     | Русское название                  | Оригинальное название                           | Роль               |
| --------- | --- | --------------------------------- | ----------------------------------------------- | ------------------ |
| 2016      | кор | Барсучья полоса                   | Badger Lane                                     | Мишель             |
| 2018—2023 | с   | Половое воспитание                | Sex Education                                   | Мэйв Уайли         |
| 2020      | кор | Тик                               | Tic                                             | Джесс              |
| 2020      | ф   | Зимнее озеро                      | The Winter Lake                                 | Холли              |
| 2021      | ф   | Эйфель                            | Eiffel                                          | Адриенна Бурже     |
| 2022      | ф   | Смерть на Ниле                    | Death on the Nile                               | Жаклин де Белльфор |
| 2022      | ф   | Эмили                             | Emily                                           | Эмили Бронте       |
| 2023      | ф   | Барби                             | Barbie                                          | Барби-физик        |
| 2025      | ф   | Горячее молоко                    | Hot Milk                                        | София              |
| 2025      | ф   | Элла Маккей                       | Ella McCay                                      | Элла Маккей        |
| 2026      | ф   | Хроники Нарнии: Племянник чародея | The Chronicles of Narnia: The Magician's Nephew | Джадис             |
| TBA       | ф   | Будущий фильм Дж. Дж. Абрамса     | Untitled J. J. Abrams film †                    |                    |

## Награды и номинации
| Год  | Премия                                           | Категория                                  | Номинация за       | Результат | Примечания |
| ---- | ------------------------------------------------ | ------------------------------------------ | ------------------ | --------- | ---------- |
| 2021 | Премия Британской Академии в области телевидения | Лучшая женская роль в комедийной программе | Половое воспитание | Номинация | [ 19 ]     |
| 2022 | Национальная премия в области комедии            | Выдающаяся комедийная актриса              | Половое воспитание | Победа    | [ 20 ]     |
| 2022 | Премия британского независимого кино             | Лучшее главное исполнение                  | Эмили              | Номинация | [ 21 ]     |
| 2022 | Премия британского независимого кино             | Лучшее ансамблевое исполнение              | Эмили              | Номинация | [ 21 ]     |
| 2023 | Премия Британской Академии в области кино        | Восходящая звезда                          | н/д                | Победа    | [ 22 ]     |
| 2023 | Национальная кинопремия Великобритании           | Лучшая актриса                             | Эмили              | Номинация | [ 23 ]     |